# Canada ai Giochi della XXXIII Olimpiade
Il Canada ha partecipato ai Giochi della XXXIII Olimpiade, svoltisi a Parigi dal 26 luglio all'11 agosto 2024, con una delegazione di 330 atleti, incluse le riserve, 135 uomini e 200 donne, in 32 sport e 40 discipline.
I portabandiera alla cerimonia di apertura sono stati Andre De Grasse e Maude Charron.

## Medagliere

### Medaglie
| Medaglia | Nome | Sport             | Evento                               |
| -------- | --- | ----------------- | ------------------------------------ |
| Oro      | Christa Deguchi | Judo              | 57 kg femminile                      |
| Oro      | Summer McIntosh | Nuoto             | 400 metri misti femminili            |
| Oro      | Summer McIntosh | Nuoto             | 200 metri farfalla femminili         |
| Oro      | Summer McIntosh | Nuoto             | 200 metri misti femminili            |
| Oro      | Ethan Katzberg | Atletica leggera  | Lancio del martello maschile         |
| Oro      | Camryn Rogers | Atletica leggera  | Lancio del martello femminile        |
| Oro      | Jerome Blake Aaron Brown Andre De Grasse Brendon Rodney | Atletica leggera  | Staffetta 4×100 metri maschile       |
| Oro      | Katie Vincent | Canoa/kayak       | C1 200 metri femminile               |
| Oro      | Philip Kim | Break dance       | Gara maschile                        |
| Argento  | Summer McIntosh | Nuoto             | 400 metri stile libero femminili     |
| Argento  | Caroline Crossley Olivia Apps Alysha Corrigan Asia Hogan-Rochester Chloe Daniels Charity Williams Florence Symonds Carissa Norsten Krissy Scurfield Fancy Bermudez Piper Logan Keyara Wardley | Rugby a 7         | Torneo femminile                     |
| Argento  | Abigail Dent Caileigh Filmer Kasia Gruchalla-Wesierski Maya Meschkuleit Sydney Payne Jessica Sevick Kristina Walker Avalon Wasteneys Kristen Kit                                              | Canottaggio       | Otto femminile                       |
| Argento  | Josh Liendo | Nuoto             | 100 metri farfalla maschili          |
| Argento  | Maude Charron | Sollevamento pesi | 59 kg femminile                      |
| Argento  | Melissa Humana-Paredes Brandie Wilkerson | Beach volley      | Torneo femminile                     |
| Argento  | Marco Arop | Atletica leggera  | 800 metri piani maschili             |
| Bronzo   | Eleanor Harvey | Scherma           | Fioretto individuale femminile       |
| Bronzo   | Rylan Wiens Nathan Zsombor-Murray | Tuffi             | Piattaforma 10 metri sincro maschile |
| Bronzo   | Ilya Kharun | Nuoto             | 200 metri farfalla maschili          |
| Bronzo   | Sophiane Méthot | Ginnastica        | Trampolino femminile                 |
| Bronzo   | Félix Auger-Aliassime Gabriela Dabrowski | Tennis            | Doppio misto                         |
| Bronzo   | Kylie Masse | Nuoto             | 200 metri dorso femminili            |
| Bronzo   | Ilya Kharun | Nuoto             | 100 metri farfalla maschili          |
| Bronzo   | Wyatt Sanford | Pugilato          | Pesi leggeri maschile                |
| Bronzo   | Alysha Newman | Atletica leggera  | Salto con l'asta femminile           |
| Bronzo   | Skylar Park | Taekwondo         | 57 kg femminile                      |
| Bronzo   | Sloan MacKenzie Katie Vincent | Canoa/kayak       | C2 500 metri femminile               |

## Delegazione
| Sport             | Uomini | Donne | Totale |
| ----------------- | ------ | ----- | ------ |
| Atletica leggera  | 24     | 27    | 51     |
| Badminton         | 3      | 1     | 4      |
| Beach volley      | 2      | 4     | 6      |
| Break dance       | 1      | 0     | 1      |
| Calcio            | 0      | 18    | 18     |
| Canoa/kayak       | 6      | 9     | 15     |
| Canottaggio       | 0      | 11    | 11     |
| Ciclismo          | 13     | 13    | 26     |
| Equitazione       | 4      | 8     | 12     |
| Ginnastica        | 5      | 6     | 11     |
| Golf              | 2      | 2     | 4      |
| Judo              | 3      | 4     | 7      |
| Lotta             | 2      | 4     | 6      |
| Nuoto             | 12     | 17    | 29     |
| Nuoto artistico   | 0      | 9     | 9      |
| Pallacanestro     | 12     | 16    | 28     |
| Pallanuoto        | 0      | 13    | 13     |
| Pallavolo         | 13     | 0     | 13     |
| Pugilato          | 1      | 1     | 2      |
| Rugby a 7         | 0      | 12    | 12     |
| Scherma           | 9      | 6     | 15     |
| Skateboard        | 3      | 1     | 4      |
| Sollevamento pesi | 1      | 1     | 2      |
| Surf              | 0      | 1     | 1      |
| Taekwondo         | 0      | 2     | 2      |
| Tennis            | 2      | 3     | 5      |
| Tennistavolo      | 3      | 1     | 4      |
| Tiro con l'arco   | 1      | 1     | 2      |
| Tiro              | 2      | 1     | 3      |
| Triathlon         | 2      | 1     | 3      |
| Tuffi             | 2      | 3     | 5      |
| Vela              | 2      | 4     | 6      |
| Totale            | 130    | 200   | 330    |